# Eliza S. Craven Green
Eliza S. Craven Green (ur. 10 grudnia 1803 w Leeds, zm. 11 marca 1866 tamże) – poetka angielska.
W młodości przez pewien czas była aktorką i wraz ze swoją siostrą Ann występowała na wyspie Man. Jest znana jako autorka słów do pieśni Ellan Vannin (w języku manx znaczy to Wyspa Man), będącej nieformalnym hymnem celtyckich mieszkańców wyspy. Utwór ten spopularyzowała grupa Bee Gees (tworzący ją muzycy, bracia Barry, Maurice i Robin Gibb urodzili się na wyspie Man). Napisała też poemat A Legend of Mona.